# دیانته گرت
دیانته گرت (انگلیسی: Diante Garrett؛ زادهٔ ۳ نوامبر ۱۹۸۸) بازیکن بسکتبال اهل ایالات متحده آمریکا است.
از باشگاه‌هایی که در آن بازی کرده‌است می‌توان به فینیکس سانز اشاره کرد.